# دنی منینگ
دنی منینگ (انگلیسی: Danny Manning؛ زاده ۱۷ مهٔ ۱۹۶۶) یک بازیکن بسکتبال اهل ایالات متحده آمریکا است.